# شاهزين عطاري
شاهزين عطاري (بالإنجليزية: Shahzeen Attari) أستاذة في كلية أونيل للشؤون العامة والبيئية في جامعة إنديانا بلومنجتون. تدرس كيف ولماذا يتخذ الناس الأحكام والقرارات التي يتخذونها فيما يتعلق باستخدام الموارد وكيفية تحفيز العمل المناخي. في عام 2018، تم اختيار أتاري كزميلة أندرو كارنيجي تقديراً لعملها في معالجة تغير المناخ. كانت أيضًا زميلة في مركز الدراسات المتقدمة في العلوم السلوكية (CASBS) من عام 2017 إلى عام 2018، وحصلت على زمالة بيلاجيو للكتابة في عام 2022.

## النشأة والتعليم
ولدت شاهزين أتاري في مومباي بالهند ونشأت في دبي بالإمارات العربية المتحدة. وعندما كبرت، شهدت بنفسها كيف تحولت الصحراء إلى مدينة كبرى خلال فترة قصيرة من الزمن. في محاولة لفهم التأثيرات الهائلة التي يمكن أن يحدثها البشر على الطبيعة، انجذب أتاري إلى العمل في المجال البيئي والسلوك البشري. 
درست عطاري الفيزياء والرياضيات في كلية الهندسة جرينجر بجامعة إلينوي في أوربانا-شامبين، وحصلت على درجة البكالوريوس في الفيزياء الهندسية في عام 2004. منجذبة إلى الأبحاث متعددة التخصصات، حصلت بعد ذلك على درجة الماجستير في الهندسة المدنية والبيئية من كلية كارنيجي ميلون للهندسة في عام 2005، ودرجة الدكتوراه في الهندسة المدنية والبيئية والهندسة والسياسات العامة ‏، أيضًا من جامعة كارنيجي ميلون. وقد ركزت أطروحتها على كيفية قدرة أساليب إدارة جانب الطلب على التخفيف من انبعاثات الكربون. حصلت على الدكتوراه في عام 2009.

## الأبحاث والوظائف
عطاري هو أستاذ في كلية أونيل للشؤون العامة والبيئية في جامعة إنديانا بلومنجتون. في السابق، كانت زميلة ما بعد الدكتوراه في معهد الأرض في مركز أبحاث القرارات البيئية (CRED) بجامعة كولومبيا من عام 2009 إلى عام 2011.

### تصورات الطاقة والمياه

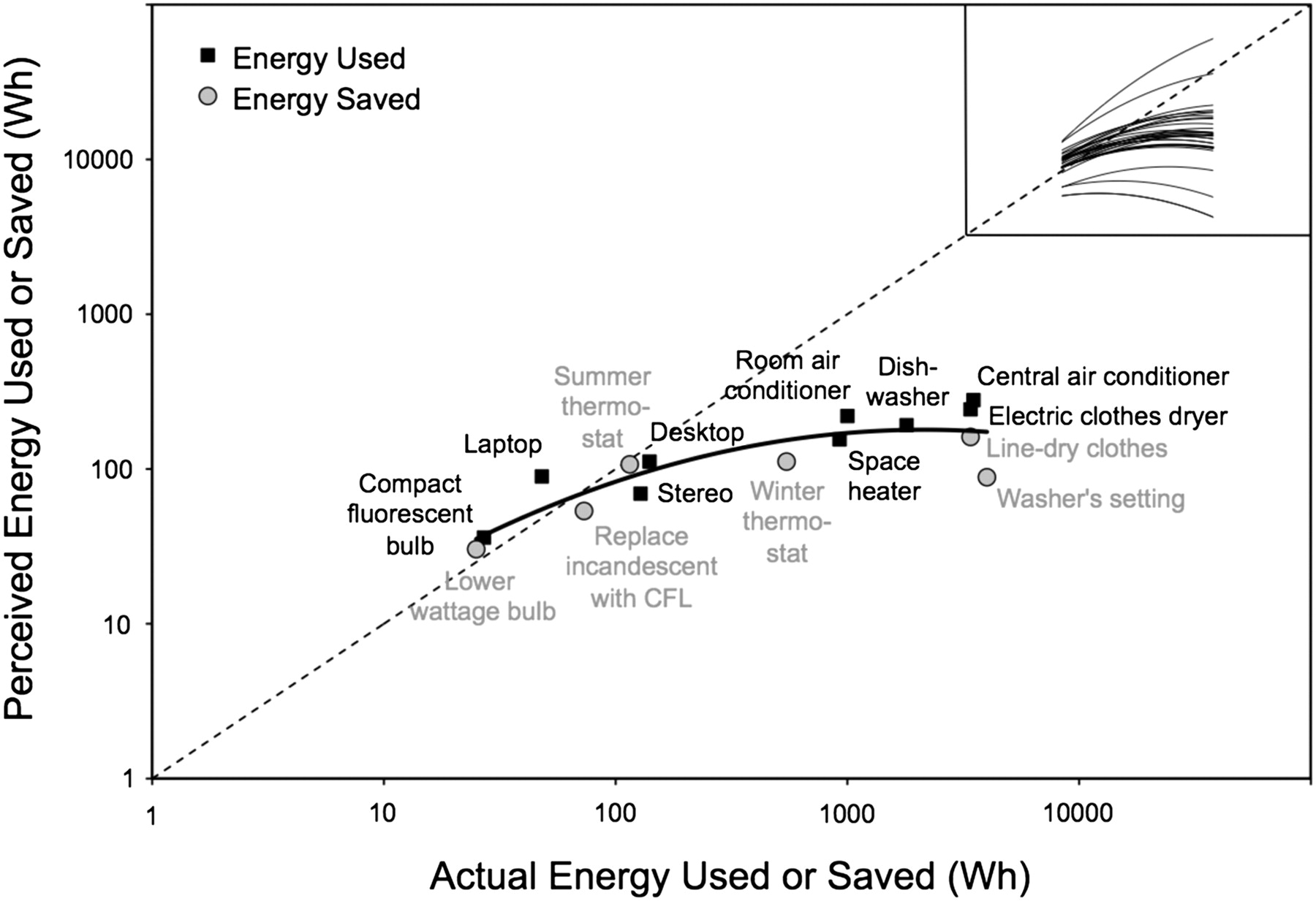
متوسط تصورات الطاقة المستخدمة أو الموفرة كدالة للطاقة الفعلية المستخدمة أو الموفرة لـ 15 جهازًا ونشاطًا. تم حذف أشرطة الخطأ لفترات الثقة بنسبة 95% لأنها لا تكون عادةً أطول من الرموز نفسها. يمثل الخط المتقطع القطري الدقة الكاملة. ملحق: منحنيات الانحدار الفردية لـ 30 مشاركًا تم اختيارهم عشوائيًا.

أثناء دراستها للحصول على درجة الدكتوراه، أجرت أتاري دراسة حول كيفية إدراك الأشخاص لكمية الطاقة التي تستخدمها الأجهزة المختلفة. في هذا العمل، وجد أتاري وزملاؤه أنه بالنسبة لعينة مكونة من 15 نشاطًا، قلل المشاركون من تقدير استخدام الطاقة والمدخرات بعامل 2.8 في المتوسط، مع مبالغات صغيرة في التقدير للأنشطة منخفضة الطاقة وتقليل كبير في التقدير للأنشطة عالية الطاقة. وقد سلطت هذه الدراسة، التي نشرت في وقائع الأكاديمية الوطنية للعلوم، الضوء على الحاجة إلى حملات اتصال لتصحيح هذه التصورات الخاطئة وإعلام الأفراد بالطرق التي يمكنهم من خلالها تقليل استخدامهم للطاقة بأكبر قدر ممكن من النجاح. تم تلخيص هذه الدراسة من قبل مجلة الإيكونوميست، وصحيفة نيويورك تايمز، وهيئة الإذاعة البريطانية.
وفي وقت لاحق، قام أتاري بشكل مستقل بالتحقيق في كيفية تفكير المشاركين بشأن استخدام المياه. وفي دراسة أخرى نشرت في مجلة وقائع الأكاديمية الوطنية للعلوم ‏، أظهر أتاري أن المشاركين ما زالوا يفضلون التقليص (القيام بنفس السلوك ولكن بدرجة أقل) على الكفاءة (التحول إلى تقنيات أكثر فعالية تستخدم طاقة أقل للعمل المطلوب القيام به). بالنسبة لعينة مكونة من 17 نشاطًا، قلل المشاركون من تقدير استخدام المياه بعامل 2 في المتوسط، مع وجود تقديرات أقل بكثير للأنشطة ذات الاستخدام العالي للمياه. من خلال الجمع بين عملها في مجال الطاقة والمياه، أظهرت أتاري أن تصورات استخدام الطاقة أسوأ بكثير من تصورات استخدام المياه.

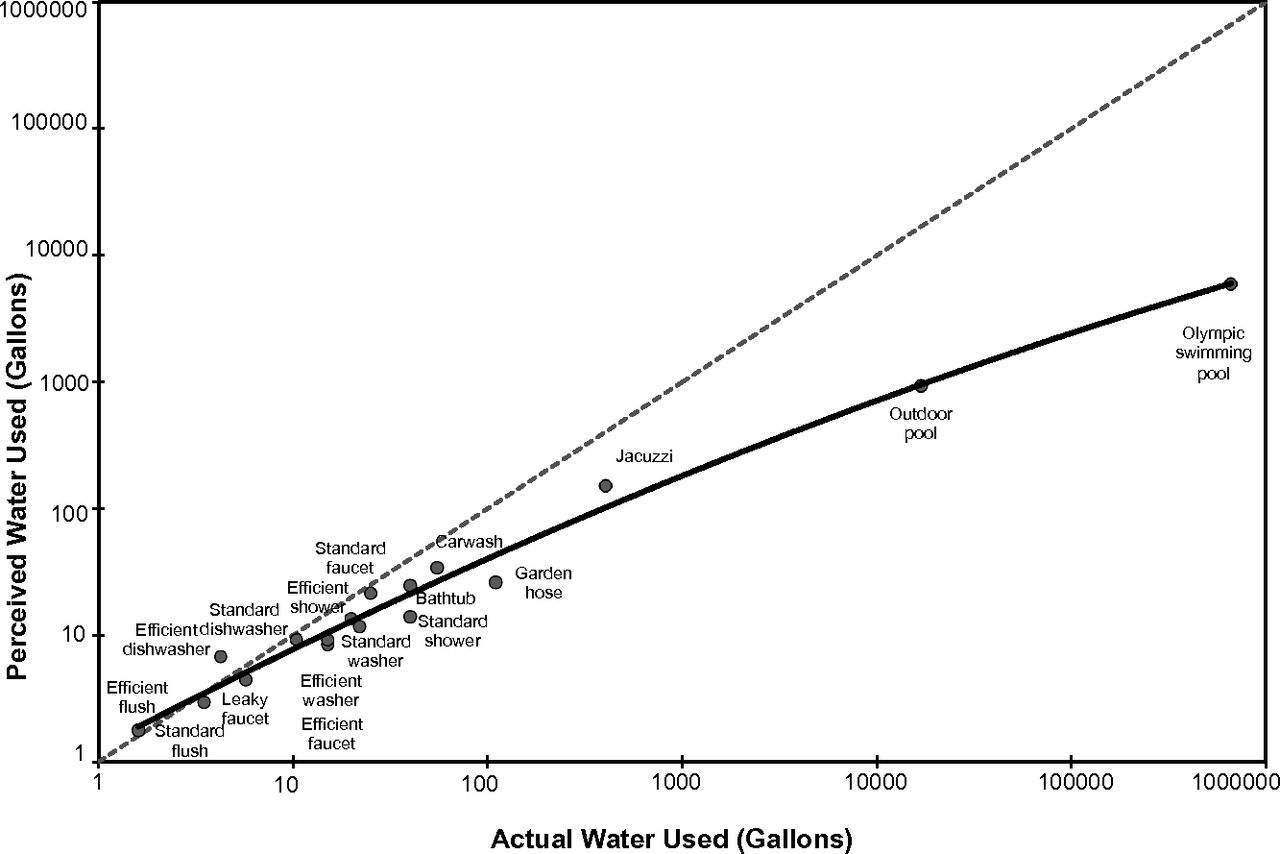
متوسط التصورات عن المياه والطاقة المستخدمة كدالة للمياه والطاقة الفعلية المستخدمة الموضحة معًا. بيانات تصورات الطاقة مأخوذة من أتاري وآخرون 2010.

وبشكل عام، وجدت دراستها أن المشاركين يقللون باستمرار من تقدير استهلاكهم للمياه والطاقة، ولا يعرفون إلا القليل بشكل مدهش عن جهود الحد من استهلاك المياه والطاقة التي سيكون لها التأثير الأكبر على البيئة. قدمت هذه النتائج في مؤتمر تيد إكس بلومنجتون، حيث أجابت على السؤال: لماذا لا يحافظ الناس على الطاقة والمياه؟

### المصداقية والتواصل بشأن المناخ
ومن خطوط البحث الأخرى التي عمل عليها أتاري وزملاؤه فهم العلاقة بين البصمة الكربونية لمسؤول التواصل المناخي وتأثير مناصرته على المشاركين. وجدوا أن البصمة الكربونية للمُبلِّغين تؤثر بشكل كبير على مصداقيتهم ونوايا جمهورهم في الحفاظ على الطاقة وتؤثر أيضًا على دعم الجمهور للسياسات العامة التي يدعو إليها المُبلِّغ. كما أظهرت الدراسة أن التأثيرات السلبية للبصمة الكربونية الكبيرة على المصداقية تتضاءل إلى حد كبير إذا قام القائم بالاتصال بإصلاح سلوكه من خلال تقليل بصماته الكربونية الشخصية. إن آثار هذه النتائج واضحة: إن التواصل الفعال فيما يتصل بعلم المناخ والدعوة إلى تغيير السلوك الفردي والتدخلات في السياسات العامة يتعزز بشكل كبير عندما يقود المدافعون الطريق من خلال تقليل بصمتهم الكربونية.
بتمويل من زمالة أندرو كارنيجي، يقوم أتاري بإجراء مشروع البحث التالي: تحفيز حلول تغير المناخ من خلال دمج الحقائق والمشاعر.
لقد تولت أتاري دور العالمة والناشطة في الوقت نفسه، حيث استخدمت أبحاثها لإلهام المزيد من التغيير. إنها تقدم باستمرار محاضرات عامة ومحادثات أكاديمية لتوصيل نتائج أبحاثها والدعوة إلى إيجاد حلول. 

## الجوائز والمنح
الجوائز والأوسمة التي حصلت عليها
- زميل أندرو كارنيجي[13]
- أستاذية الذكرى المئوية الثانية لجامعة إنديانا[14]
- زمالة مركز الدراسات المتقدمة في العلوم السلوكية[15]
- إس إن 10 – من بين أفضل عشرة علماء تحت سن الأربعين لمتابعتهم، أخبار العلوم[16][17]
- جائزة هيئة التدريس المتميزة، جامعة إنديانا[18]
- التميز في التدريس، جائزة محفز الحرم الجامعي، مكتب الاستدامة، جامعة إنديانا[19]

حصل العطاري على منح بحثية من الجهات التالية:
- مؤسسة كارنيجي، زمالة أندرو كارنيجي[20]
- المؤسسة الوطنية للعلوم – علم القرار والمخاطر والإدارة[21]
- معهد المرونة البيئية، جامعة إنديانا، مبادرة التحدي الكبير للاستعداد للتغير البيئي[22]

## منشورات مختارة
تشمل منشوراتها:
- شاهزين ز. أتاري، ديفيد إتش. كرانتز، وإلك يو. ويبر. (2019). تؤثر البصمة الكربونية لمراسلي قضايا تغير المناخ على دعم جمهورهم للسياسات التي يتبعونها. التغير المناخي، 154 (3-4)، 529-545. دُوِي:10.1007/s10584-019-02463-0
- شاهزين ز. أتاري، ديفيد إتش. كرانتز، وإلك يو. ويبر (2016). تؤثر التصريحات حول البصمة الكربونية للباحثين في مجال المناخ على مصداقيتهم وتأثير نصائحهم. التغير المناخي، 138 (1-2)، 325-338. دُوِي:10.1007/s10584-016-1713-2
- بنيامين د. إنسكيب وشاهزين ز. أتاري (2014) القائمة المختصرة للمياه، البيئة: العلم والسياسة من أجل التنمية المستدامة دُوِي:10.1080/00139157.2014.922375
- شاهزين ز. أتاري (2014) تصورات استخدام المياه، وقائع الأكاديمية الوطنية للعلوم دُوِي:10.1073/pnas.1316402111
- جوناثان إي. كوك وشاهزين ز. أتاري (2012) الدفع مقابل ما هو مجاني: دروس من جدار الحماية في نيويورك تايمز، وعلم النفس السيبراني، والسلوك، والشبكات الاجتماعية [DOI: http://doi.org/10.1089/cyber.2012.0251]
- شاهزين ز. أتاري، ومايكل إل. ديكاي، وكليف آي. ديفيدسون، وواندي بروين دي بروين (2010) تصورات الجمهور حول استهلاك الطاقة وتوفيرها، وقائع الأكاديمية الوطنية للعلوم دُوِي:10.1073/pnas.1001509107

## الحياة الشخصية
تستمتع عطاري بالتنزه مع كلبها والطعام الحار وقراءة روايات الخيال العلمي. وتعتقد أن كتب الخيال العلمي تلهمنا لإعادة تخيل العالم الذي نعيش فيه. 